# Барчик, Мирослав
Миросла́в Ба́рчик (словац. Miroslav Barčík; 26 мая 1974 Чадца, Чехословакия) — словацкий футболист, полузащитник клуба «Искра» (Борчице).

## Карьера

### Клубная
Барчик начал свою карьеру в академии ФК «Жилина». Позднее играл за турецкий «Гётзепе» и греческий «Эрготелис». Затем, в 2007 году он подписал контракт с трнавским «Спартаком». В 2008 году игрок был отдан в аренду в ФК «Нитра». Также Барчик получал предложения из Польши, Венгрии, Чехии и Кипра.

### Международная
В составе молодёжной сборной Словакии Барчик принял участие в чемпионате Европы-2000 для игроков до 21 года. На турнире словаки заняли 4 место, что дало им право выступать на олимпийских играх 2000 года в Сиднее.
Дебют Барчика в составе национальной сборной состоялся 20 августа 2003 года в товарищеском матче против Колумбии. Всего же он сыграл 2 матча за сборную Словакии.